# Velizar Dimitrov
Velizar Dimitrov (in bulgaro Велизар Димитров?; Pernik, 13 aprile 1979) è un ex calciatore bulgaro, di ruolo centrocampista.

## Palmarès

### Club
- Campionato bulgaro: 3

CSKA Sofia: 2002-2003, 2004-2005, 2007-2008
- Coppa di Bulgaria: 1

CSKA Sofia: 2005-2006
- Supercoppa di Bulgaria: 2

CSKA Sofia: 2006, 2008